# Aptychellites
Aptychellites (лат.) — род вымерших мхов, росших на территории современной Доминиканской Республики во время миоценовой эпохи. Включает единственный вид — Aptychellites fossilis.

## История исследования
Был описан по остаткам, сохранившимся в доминиканском янтаре в конце 2017 года, хотя опубликовано описание было только в начале 2018 года. Также в янтаре содержались остатки Phyllopsora magna, Cheilolejeunea antiqua и Lejeunea miocenica.

## Описание
Внешне напоминает существующий на данный момент род Aptychella из семейства Pylaisiadelphaceae.